# Piano orizzontale (aeronautica)
1. equilibratore
2. stabilizzatore

1. deriva
2. timone.

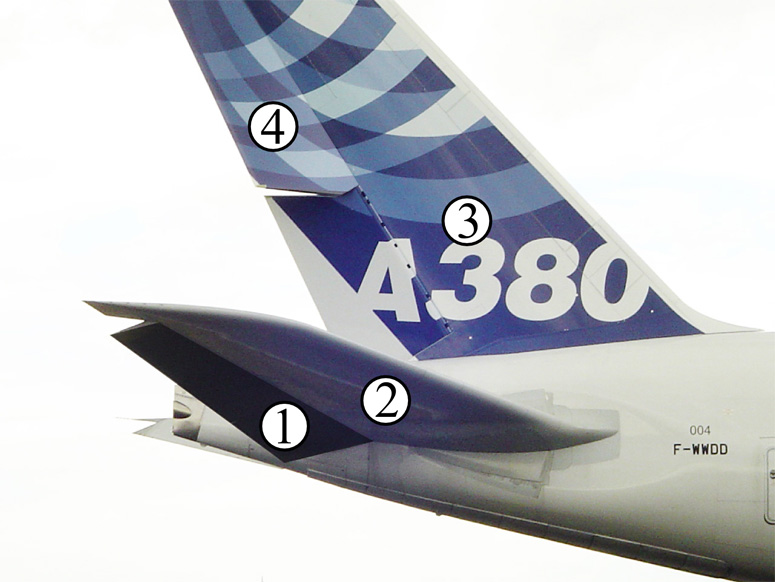
Impennaggi di coda:
- orizzontali:
- equilibratore
- stabilizzatore
- verticale:
- deriva
- timone.

Il piano orizzontale di coda, spesso semplicemente piano di coda, è una superficie non portante di un aereo. Solitamente è formato da due parti, una fissa chiamata stabilizzatore, ed una mobile chiamata equilibratore.
Sono montate lateralmente nella parte posteriore della fusoliera. Su alcuni velivoli il piano orizzontale è formato da un'unica superficie, lo stabilatore (in inglese stabilator, contrazione di stabilizer, stabilizzatore, ed elevator, equilibratore), quindi uno stabilizzatore variabile; diversamente da uno stabilizzatore orizzontale la sua  efficacia è propria del controllo della stabilità senza l’utilizzo di altre parti mobili. L'insieme del piano orizzontale e del piano verticale costituisce gli impennaggi.
In alcuni aeroplani lo stabilizzatore può essere posto a monte dell'ala, in una configurazione detta canard (anatra in francese), oppure sia a monte che a valle, in configurazione mista.

## Struttura del piano di coda
Normalmente un piano di coda è formato dallo stabilizzatore, fisso, e dall'equilibratore, mobile. Esistono anche gli stabilizzatori (chiamati anche elevatori o elevoni) in cui l'intero piano orizzontale di coda è mobile fungendo quindi interamente come equilibratore. 
Attraverso il movimento dell'equilibratore (o stabilatore) si governa il beccheggio dell'aereo, ovvero la rotazione dell'aereo lungo l'asse orizzontale verso l'alto o verso il basso, spostando il flusso d'aria verso l'alto o il basso, permettendo quindi il decollo, la salita o la discesa.
Sugli equilibratori sono spesso montati dei trim, piccole superfici mobili che, regolate opportunamente, aiutano a mantenere l'aereo nell'assetto desiderato. Variando le caratteristiche aerodinamiche dell'ala, permettono di effettuare correzioni di assetto senza dover esercitare uno sforzo continuo sui comandi. Sugli aerei con prestazioni più elevate, i piani di coda orizzontali possono venir fatti lavorare in opposizione l'uno rispetto all'altro in maniera analoga a quella degli alettoni per generare un moto di rollio.
Esistono diverse configurazioni dei piani di coda. La più comune è quella con lo stabilizzatore a livello della fusoliera e la deriva che si alza da esso, ma in molti aerei a turboelica, in alcuni piccoli aviogetti e in molti alianti si utilizza la configurazione a T, con lo stabilizzatore sopra la deriva. Questo tipo di piano di coda presenta svantaggi in caso di stallo: i vortici creati dalle ali potrebbero investire l'equilibratore, rendendolo inefficace e quindi più complessa la manovra di recupero dallo stallo.

## Stabilità statica in volo

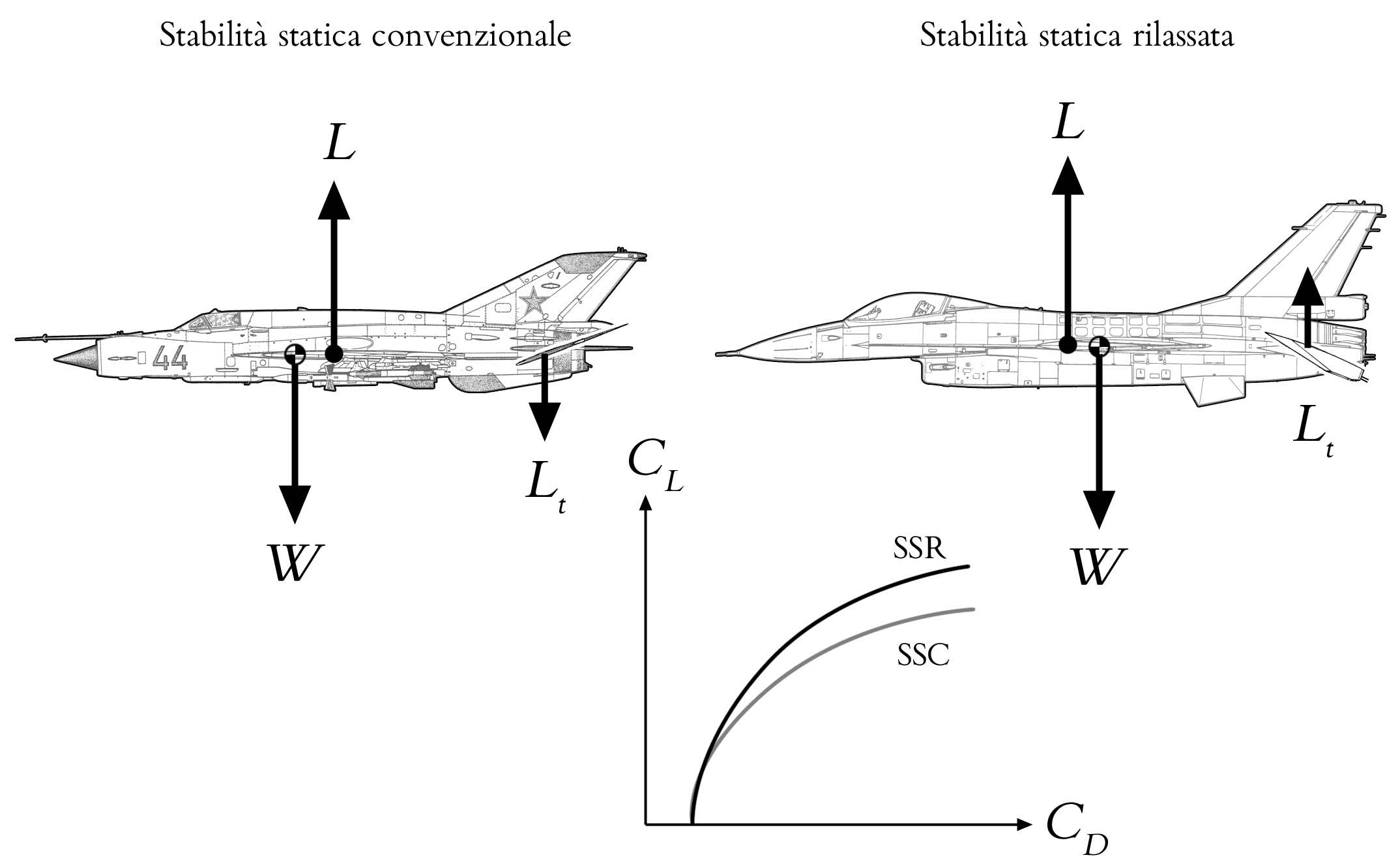
Grafico delle forze di un MiG-21 con stabilità statica convenzionale ed un F-16 con stabilità statica rilassata.

Per mantenere il volo livellato, un aeroplano dovrà essere in equilibrio longitudinale: la portanza (che agisce prevalentemente sull'ala) e la forza peso, che agisce sul baricentro dovranno essere in equilibrio. Tralasciamo per semplicità di trattazione il fatto che su alcuni aerei anche la forma della fusoliera è studiata per contribuire alla portanza, e il contributo della componente della spinta dei motori lungo l'asse verticale.
Dal momento che i punti di applicazione delle due forze non sono in genere coincidenti, ne deriva un momento meccanico lungo l'asse di rollio che deve essere bilanciato.

### Velivoli con stabilità statica convenzionale
I velivoli tradizionali sono disegnati in modo da essere intrinsecamente stabili. Ciò significa che un aeromobile in equilibrio soggetto ad una piccola perturbazione deve tornare rapidamente all'equilibrio precedente una volta che la perturbazione sia cessata, senza l'intervento del pilota.
In questi velivoli, il baricentro è posto anteriormente al punto di applicazione della portanza mentre il piano di coda orizzontale genera una deportanza (trascurabile in modulo rispetto alla portanza e alla forza peso ma con un braccio notevole) che bilancia il momento picchiante dell'ala.
Considerando, per esempio, come perturbazione un piccolo incremento istantaneo dell'angolo di attacco del velivolo (dovuto magari ad una raffica di vento), la portanza aumenta, ma la diminuzione dell'angolo d'attacco del piano di coda riduce il momento a cabrare permettendo al velivolo di riguadagnare rapidamente l'assetto iniziale.

### Velivoli con stabilità statica rilassata
Quando invece il punto di applicazione della portanza si trova a monte del baricentro, si parla di stabilità statica rilassata. L'aereo tenderà ad alzare il muso e la coda dovrà essere portante per tenerlo in volo livellato o comunque stabilizzato.
Si tratta di una soluzione migliore della precedente, perché la portanza totale generata è maggiore: la portanza delle due superfici alari infatti si somma. Rende però l'aereo decisamente più instabile, e in genere richiede l'ausilio del pilota automatico per il pilotaggio.
Nel grafico sono riportati i valori del coefficiente di portanza (CL) e di coefficiente di resistenza (CD) delle due configurazioni.